# Festival del cinema di Diablerets
Il Diablerets Film Festival, o Festival International du Film Alpin des Diablerets (FIFAD), è un festival cinematografico e letterario svizzero, specializzato in film alpini.

## Storia
Il festival è stato fondato nel 1969, con il nome di Journées du cinéma suisse de montagne. Ad avere l'idea fu Jacques Lavenex, cineasta, alpinista, sciatore e assiduo frequentatore della stazione di Diablerets. L'anno successivo la kermesse prese il nome attuale. Alla sua cinquantacinquesima edizione, è presieduta dal consigliere di stato Olivier Français e si tiene abitualmente in agosto a Les Diablerets.
Gli obiettivi di questo festival sono svelare le ricchezze del genere cinematografico alpino e scoprire opere nuove e inedite attraverso i registi-alpinisti del passato.
Contestualmente ogni anno viene assegnato il prestigioso Grand Prix du Livre de Montagne a un'opera di narrativa. Fra i nomi presenti nell'albo d'oro, Gaëlle Josse, Pascal Bruckner, Matteo Porru, Jean-Christophe Rufin, Alexis Jenni.